# Composition de l'armée des Alpes (Révolution française)

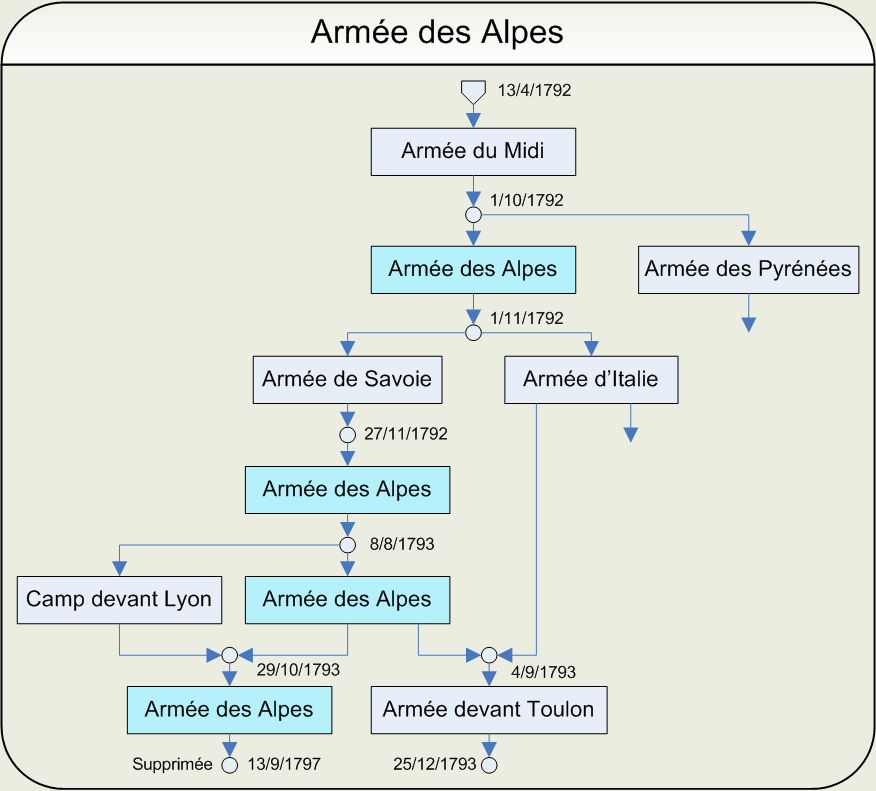
Évolution de l'armée des Alpes

Compositions de l'armée des Alpes, armée de la Révolution française créée en 1792, qui exista sous ce nom jusqu'en 1797.

## Armée des Alpes au 18 novembre 1792
| La division du maréchal de camp Camille de Rossi est positionnée dans les départements des Hautes-Alpes et des Basses-Alpes - 1er bataillon du 50e régiment d'infanterie en garnison à Colmars et Entrevaux - 1er bataillon du 61e régiment d'infanterie en garnison à Gap - 2e bataillon du 10e régiment d'infanterie en garnison à Montdauphin - 2e bataillon du 35e régiment d'infanterie en garnison à Briançon - 2e bataillon du 77e régiment d'infanterie en garnison à Briançon - 1er bataillon de volontaires des Hautes-Alpes en garnison à Seyne - 1er bataillon de grenadiers des Hautes-Alpes en garnison à Castellane - 1er bataillon de grenadiers des Basses-Alpes en garnison à Riez - 3e bataillon de volontaires de la Haute-Garonne en garnison à Manosque - 1er bataillon de volontaires des Basses-Alpes en garnison à Barcelonnette - 3e bataillon de volontaires des Basses-Alpes en garnison à Digne | La division du maréchal de camp La Roque d'Ornac est positionnée en Maurienne et Tarentaise, - 2e bataillon d'infanterie légère en garnison à Bramans et Termignon - 8e bataillon d'infanterie légère en garnison à Aime et Moûtiers - 1er bataillon du 23e régiment d'infanterie en garnison à Modane - 2e bataillon du 23e régiment d'infanterie en garnison à Saint-Jean-de-Maurienne - 1er bataillon du 40e régiment d'infanterie en garnison à Saint-Jean-de-Maurienne - 1er bataillon de volontaires de la Drôme en garnison à Saint-André - 4e bataillon de volontaires de l'Isère en garnison à Saint-Michel-de-Maurienne et La Chambre - 3e bataillon de volontaires de la Drôme en garnison à Séez et Saint-Maurice - 1er bataillon de volontaires des Landes en garnison à Conflans - 2e bataillon de volontaires de l'Isère en garnison à Aiguebelle et Montmélian - Compagnie de volontaires de Quissac en garnison à Aiguebelle et Montmélian - Compagnie d'artillerie en garnison à Aiguebelle et Montmélian |

| La division du maréchal de camp Antoine de Rossi est positionnée en Savoie - 1er bataillon du 79e régiment d'infanterie en garnison à Chambéry - 4e bataillon de volontaires de la Haute-Garonne en garnison à Chambéry - 3e escadron du 9e régiment de dragons en garnison à Chambéry - Compagnie de volontaires de Libourne en garnison à Chambéry - 3e compagnie d'artillerie en garnison à Chambéry - 1 compagnie de grenadiers et chasseurs des 21e, 61e et 80e régiments d'infanterie en garnison à Pont-de-Beauvoisin - 2 escadrons du 5e régiment de cavalerie en garnison à Chambéry - Grenadiers & Chasseurs (in Pont-de-Beauvoisin) - 1er bataillon de volontaires de l'Aude en garnison à Annecy | La division du maréchal de camp d'Oraison est positionnée dans le département de l'Ain - 11e bataillon d'infanterie légère en garnison à Belley - 1re compagnie d'artillerie en garnison à Belley - 2e escadron du 4e régiment de chasseurs à cheval en garnison à Seyssel - 4e bataillon de volontaires de l'Ain en garnison à Collonges - 3e escadron du 4e régiment de chasseurs à cheval en garnison à Collonges - 5e bataillon de volontaires de l'Ain en garnison à Saint-Genis - 1re compagnie d'artillerie en garnison à Saint-Genis - 3e bataillon de volontaires de l'Isère en garnison à Matteguin - 6e bataillon de volontaires de la Gironde en garnison à Meyrieu - 1er bataillon de volontaires du Puy-de-Dôme en garnison à Ferney - 6e bataillon de volontaires de l'Ain en garnison à Gex - Détachement à pied et à cheval en garnison à Versoix |

| Division du colonel Hyacinto Rossi - 4e bataillon d'infanterie légère en cantonnement à Évian et Thonon - 1er escadron du 4e régiment de chasseurs à cheval en cantonnement à Évian et Thonon | Division du maréchal de camp Carcaradec commandant le Chablais - 2e escadron du 22e régiment de cavalerie en cantonnement à Hermance - 5e bataillon de volontaires de la Gironde en cantonnement à Collonges - 1er bataillon du 35e régiment d'infanterie en cantonnement à Choulex - 1er bataillon de volontaires de l'Isère en cantonnement à Chêne - 1er bataillon du 10e régiment d'infanterie en cantonnement à Corsier - Compagnie d'artillerie en cantonnement à Veigy |

| Division du maréchal de camp Dubourg - 3e bataillon de volontaires de la Gironde en cantonnement à Soral - 4e bataillon de volontaires de la Gironde en cantonnement à Ternier | Division du maréchal de camp Saint-Gervais commandant le Genevois - 1er bataillon du 59e régiment d'infanterie en cantonnement à Viry - 1er bataillon de volontaires du Gard en cantonnement à Crevin - 1er bataillon du 75e régiment d'infanterie en cantonnement à l'Écluse |

| Division du maréchal de camp Pourcin - 1er bataillon de volontaires des Pyrénées-Orientales en cantonnement au Grand et Petit-Lancy - 2e bataillon de volontaires de la Drôme en cantonnement à Avusy - Compagnie d'artillerie en cantonnement à Onex | Division du maréchal de camp Grouchy - 2e escadron du 8e régiment de dragons en cantonnement dans le canton des Vuaches - 2e escadron du 9e régiment de dragons en cantonnement dans le canton des Vuaches |

| Division du lieutenant général Albignac commandant le département du Gard - 1er bataillon de volontaires de l'Aveyron en garnison à Uzès - 2e bataillon de volontaires de l'Aveyron en garnison à Alès - 1 compagnie franche en garnison à Nîmes - 1 compagnie franche en garnison à Beaucaire - Infanterie de la Légion du Midi en garnison à Pont-Saint-Esprit - 2 compagnies du 51e régiment d'infanterie en garnison à Pont-Saint-Esprit - 2 compagnies du 59e régiment d'infanterie en garnison à Pont-Saint-Esprit - 2e bataillon de volontaires de la Haute-Garonne en garnison à Villefort, Ginouilhac et Lodève | Division du lieutenant général Antoine de Rossi commandant les départements de la Drôme et de l'Isère - 2e bataillon du 40e régiment d'infanterie en cantonnement à Valence - 2e bataillon de volontaires de l'Ariège en garnison à Tullins - 3 compagnies franches en garnison à Romans - 1er bataillon de volontaires de la Haute-Loire en garnison à La Rochette - 3 compagnies de volontaires de la Haute-Garonne en garnison à Fort Barraux - 1 compagnie du 1er bataillon de grenadiers de l'Isère en garnison à Grenoble - 1 compagnie du 1er bataillon de grenadiers de l'Ardèche en garnison à Grenoble - 1 compagnie de la Légion des Allobroges - 2e bataillon de volontaires de l'Ardèche en garnison à Voiron - 1 escadron du 8e régiment de dragons en garnison à Bourgoin - 1 compagnie des Chasseurs volontaires de la Gironde en garnison à La Tour-du-Pin |

Division du lieutenant général L'Estrade commandant les départements du Cantal de la Haute-Loire et de Rhône-et-Loire
- 1 escadron du 22e régiment de cavalerie en garnison à Aurillac
- 2e bataillon de volontaires du Cantal en garnison à Aurillac
- 2e bataillon de volontaires de la Haute-Loire en garnison à Aurillac
- 3e bataillon de volontaires de la Haute-Loire en garnison à Le Puy
- Cavalerie de la Légion du Midi en garnison à Le Puy
- 1 compagnie du 1er bataillon de grenadiers de l'Ardèche en garnison à Lyon
- Compagnie d'artillerie en garnison à Lyon

## Armée des Alpes au 15 décembre 1792
État-Major : quartier général à Chambéry

Commandant général de l'armée des Alpes : général d'armée Kellermann
| Division du maréchal de camp Camille de Rossi - 1er bataillon de grenadiers des Basses-Alpes positionné à Entrevaux et Colmars - 1er bataillon de volontaires des Basses-Alpes positionné à Barcelonnette - 1er bataillon de grenadiers des Hautes-Alpes positionné à Manosque - Compagnie franche de Manosque positionné à Sisteron - 2e bataillon du 10e régiment d'infanterie en garnison à Montdauphin - 2e bataillon du 35e régiment d'infanterie en garnison à Briançon - 1er bataillon de volontaires de l'Ardèche en garnison à Briançon | Division du maréchal de camp La Roque - 2e bataillon d'infanterie légère positionné à Lanslebourg, Termignon et Sollières - 1er bataillon du 23e régiment d'infanterie positionné à Bramans et Modane - 2e bataillon du 23e régiment d'infanterie positionné à Saint-André et Saint-Michel-de-Maurienne - 4e bataillon de volontaires de l'Isère positionné à Saint-Jean-de-Maurienne - 4e bataillon de volontaires de l'Ain positionné à Aiguebelle et La Chambre - 8e bataillon d'infanterie légère positionné à Séez et Saint-Maurice - 1er bataillon de volontaires des Landes positionné à Moûtiers - 5e bataillon de volontaires de l'Isère positionné à Conflans et L'Hôpital |

| Division du maréchal de camp Dubourg - 1 compagnie de grenadiers et chasseurs des 21e, 61e et 80e régiments d'infanterie en garnison à Pont-de-Beauvoisin - 1er bataillon de volontaires de la Haute-Loire en garnison à Fort Barraux - 1er bataillon du 59e régiment d'infanterie en garnison à Grenoble - Légion des Allobroges en garnison à Grenoble - 1er bataillon de grenadiers de l'Isère en garnison à Vienne - 1er bataillon de volontaires de l'Ain en garnison à Crémieu - Chasseurs volontaires de la Gironde en garnison à Bourgoin - Chasseurs volontaires de l'Ardèche en garnison à La Tour-du-Pin | Division du maréchal de camp Saint-Gervais - 2e bataillon de volontaires de la Lozère en garnison à Carpentras - 2e bataillon de volontaires de l'Aveyron en garnison à Valréas et Visan - xe bataillon de volontaires de la Drôme en formation à Crest - 4e bataillon de volontaires de la Haute-Garonne en garnison à Valence - 3 compagnies franches en formation à Romans |

| Division du lieutenant général Albignac - 5e bataillon de volontaires de la Haute-Garonne en garnison à Bourg-Saint-Andéol, Viviers et Privas - 2e bataillon de volontaires de la Haute-Garonne en garnison à Largentière et Aubenas - Dépôt du 51e régiment d'infanterie en garnison à Tournon - 2e bataillon de volontaires du Cantal en garnison à Nîmes - 2e bataillon de volontaires de la Drôme en garnison à Nîmes - 1 compagnie franche en garnison à Nîmes - 1 compagnie franche en formation à Beaucaire - Infanterie de la Légion du Midi en formation à Pont-Saint-Esprit - Cavalerie de la Légion du Midi en formation à Le Puy - Dépôt du 70e régiment d'infanterie - 3e bataillon de volontaires de l'Isère en garnison à Montbrison - 5e bataillon de volontaires de Rhône-et-Loire nouvelle levée à Villefranche | Division des lieutenant généraux La Roque d'Ornac, Antoine de Rossi et des maréchaux de camp Carcaradec et Barral - 1er bataillon de volontaires de la Drôme en position à Saint-Pierre-d'Albigny - 3e bataillon de volontaires de la Drôme en position à Montmélian - 3e escadron du 9e régiment de dragons réparti en Maurienne et en Tarentaise - 1er bataillon du 79e régiment d'infanterie en garnison à Chambéry - 1er bataillon de volontaires du Gard en garnison à Chambéry - 1er et 2e escadrons du 9e régiment de dragons en garnison à Chambéry - Compagnie des Guides de l'Armée en garnison à Chambéry - de chasseurs nationaux de Quissac en garnison à Aix-les-Bains |

| Division du maréchal de camp Grouchy - 1er bataillon de volontaires de l'Aude en garnison à Annecy - 5e bataillon de volontaires de la Gironde en garnison à Annecy - 1er escadron du 5e régiment de cavalerie en garnison à Annecy - 6e bataillon de volontaires de la Gironde en garnison à Rumilly | Division du maréchal de camp Pourcin - 2e escadron du 5e régiment de cavalerie réparti en Chablais, Genevois et pays de Gex - Compagnie franche de La Rochelle en position à Évian - 1er bataillon de volontaires de l'Isère en position à Thonon - 4e bataillon d'infanterie légère en position à Carrouges - Bataillon de volontaires de Libourne en position à Versoix - 2e bataillon de volontaires de l'Ardèche en position à Gex |

Division du maréchal de camp d'Oraison
- 1er bataillon de volontaires des Hautes-Alpes en garnison à Belley
- 1er bataillon de volontaires de l'Ariège en garnison à Bourg-en-Bresse
- 2e bataillon de volontaires de l'Ariège en garnison à Nantua
- Compagnie franche en garnison à Bourg-en-Bresse
- 3e bataillon de volontaires des Basses-Alpes en formation à Montluel et Miribel
- Compagnie franche en garnison à Montluel et Miribel
- Compagnie franche en garnison à Montmerle